# Microsoft Office
Microsoft Office (w skrócie MSO) – pakiet aplikacji biurowych wyprodukowany przez firmę Microsoft. Wprowadzony na rynek 1 sierpnia 1989.
Programy składające się na Microsoft Office są przeznaczone do uruchamiania na platformie Microsoft Windows oraz Apple macOS, ale mogą zostać uruchomione na innych systemach (GNU/Linux, FreeBSD itp.) za pomocą programów takich jak np. Wine.
Oprogramowanie jest konkurencyjne dla pakietów: LibreOffice, OpenOffice.org, Oracle Open Office, IBM Lotus Symphony, Corel WordPerfect Office, SoftMaker Office, Dokumenty Google i Apple iWork.
Pakiet Microsoft Office od wersji 2007 ma możliwość obsługi otwartego standardu plików OpenDocument. W starszych wersjach jest to również możliwe dzięki wtyczce OpenXML/ODF Translator Add-ins for Office.

## Programy pakietu Microsoft Office

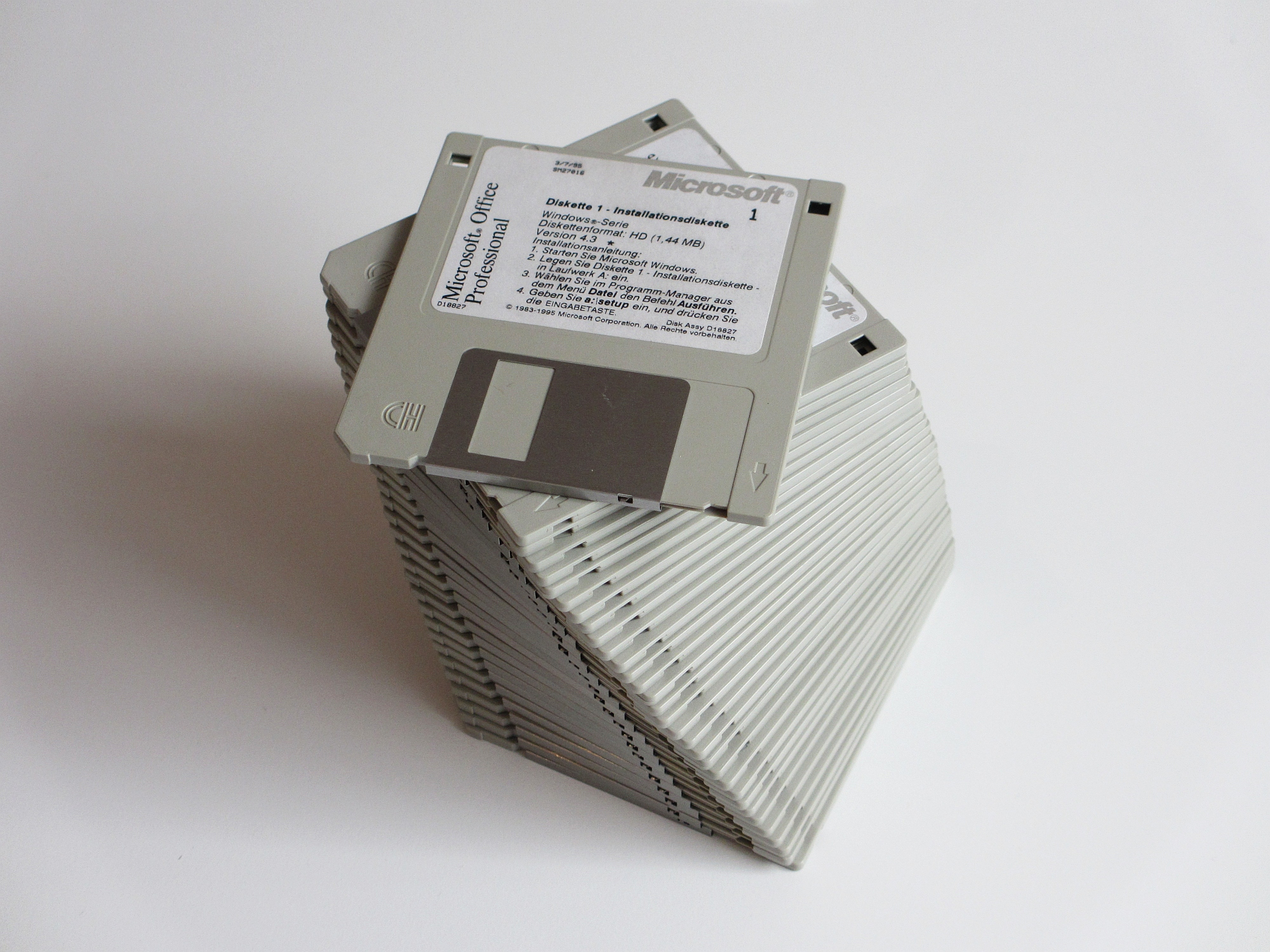
Niemiecki MS Office (od 1994) na 32 dyskach instalacyjnych.

### Komputery PC

#### Programy podstawowe
- Excel (arkusz kalkulacyjny)
- OneNote (sporządzanie notatek)
- Outlook (osobisty menadżer informacji, tzw. PIM)
- PowerPoint (tworzenie i wyświetlanie prezentacji)
- Word (edytor tekstu)

#### Programy dodatkowe
- Access (front-end baza danych z wbudowanym silnikiem plikowych baz danych Microsoft Jet)
- Entourage (odpowiednik Microsoft Outlook dla Mac OS)
- Office SharePoint Server lub Sharepoint Services 3.0 (zestaw serwerów do zarządzania informacjami)
- Project (zarządzanie harmonogramem projektów)
- Project Server (zarządzanie projektami na poziomie organizacji)
- Visio (edytor schematów)
- Skype for Business (dawniej Microsoft Office Communicator, komunikator internetowy)

#### Programy wycofane lub nierozwijane
- Accounting (zarządzanie kontami i uprawnieniami)
- Binder – program, który w zamierzeniu miał łączyć kilka pojedynczych dokumentów do jednego pliku .obd. Zniknął z pakietu Office po wersji 2000.
- Forms Server (rozwiązanie pakietu Microsoft Office dla formularzy obsługiwanych w przeglądarce)
- Frontpage – edytor HTML. Jego ostatnią wersją jest 2003. Jego następcą jest SharePoint Designer (darmowy od kwietnia 2009).
- InfoPath (program do zbierania informacji i zapisywania ich w formacie XML)
- Mail – program do obsługi poczty elektronicznej we wczesnych wersjach pakietu Office. Zapisywał pliki w formacie .mmf. Jego miejsce zajął Microsoft Outlook.
- Outlook Express – program do obsługi poczty elektronicznej w pakiecie Office 98 dla systemu Mac. Zapisywał pliki w formacie .dbx. Jego miejsce zajął Microsoft Entourage.
- PhotoDraw – program graficzny. Po raz pierwszy pojawił się w 1998 roku, opublikowany w Office 2000 Premium Edition. Zapisywał pliki .mix
- Photo Editor – program do edycji grafik. Od wersji 2003 jego miejsce zajął Picture Manager.
- Picture Manager (przeglądarka obrazów, umożliwia również prostą edycję zdjęć)
- Schedule Plus – program do zarządzania kontaktami i planowaniem czasu. Zapisywał pliki w formacie .scd. Zniknął z pakietu Office po wersji 95. Jego miejsce zajął Microsoft Outlook.
- SharePoint Designer (poprzednia nazwa Microsoft FrontPage; tworzenie i edycja stron WWW)
- Sharepoint Workspace (dawniej Groove, program do efektywnej pracy grupowej)
- Visact 2000 – program, który dodawał efekty specjalne do dokumentów, używając języka HTML.
- Microsoft Publisher (tworzenie publikacji prasowych, koniec wsparcia zaplanowany na październik 2026)

### Microsoft Office Live
Microsoft Office Live był usługą internetową zaprojektowaną dla małych przedsiębiorstw. Powstała 15 lutego 2006 roku jako część projektu Windows Live firmy Microsoft. Dawała użytkownikom możliwość założenia i utrzymania domeny, strony internetowej oraz kont e-mail. Dodatkowo udostępniała narzędzia służące do organizacji pracy. Oferowana była w wersji darmowej i płatnej. Wymagała korzystania z przeglądarki Internet Explorer i systemu Windows XP albo nowszego. W czerwcu 2010 roku usługa została włączona do pakietu SkyDrive.

### Office Mobile
Pakiet Office Mobile zawiera – ograniczone i dostosowane do mniejszej rozdzielczości ekranu oraz zoptymalizowane na dotyk – odpowiedniki aplikacji Word, Excel i PowerPoint. Inne aplikacje takie jak OneNote, Lync czy Outlook są dostępne jako osobne aplikacje i mogą zostać pobrane ze sklepu Windows czy App Store’a. Lync i OneNote są dostępne na Google Play dla użytkowników Androida. Office Mobile umożliwia użytkownikom zapis i dostęp do dokumentów znajdujących się na OneDrive czy na SharePoincie. Dodatkowo, aplikacje z pakietu Office na platformę Windows Phone mają możliwość zapisu plików lokalnie.
Office Mobile zadebiutował jako Pocket Office na Windows CE dla urządzeń Handheld PC w roku 1996. Ostatnia wersja dla Windows Phone – Microsoft Office Mobile 2013 – została wypuszczona 29 października 2012, dla telefonów firmy Apple Inc. 14 czerwca 2013, a dla użytkowników Androida 31 lipca 2013. W różnym stopniu programy są tłumaczone na 33 języki.
27 marca 2014 roku wydano nową wersję pakietu Office specjalnie stworzoną dla użytkowników iPadów. Pakiet ten zawierał odpowiedniki programów: Word, Excel i PowerPoint. Jednak są one dystrybuowane jako osobne aplikacje w sklepie Apple. Darmowa wersja umożliwia jedynie przeglądanie zawartości. W celu edycji dokumentów niezbędna jest subskrypcja Office 365.

## Tworzenie wtyczek do pakietu Office
Od wersji 2013 pakietu Office użytkownik ma możliwość tworzenia wtyczek. Aplikacje takie oparte są na standardowych technologiach jak HTML5, JavaScript, CSS3, XML i REST API. Aplikacje takie nie instalują się bezpośrednio na komputerze, ale uruchamiają się w przeglądarce w bezpiecznym środowisku co daje możliwość łatwego ich utrzymania i aktualizowania.
Podstawowym komponentem aplikacji dla Office’a jest plik XML zwany manifestem i strona internetowa. W manifeście zawarte są wszelkie ustawienia dla strony internetowej, która implementuje interfejs użytkownika i logikę. W takim pliku powinien zostać zawarty między innymi adres URL strony internetowej, nazwa aplikacji, jej wersja i opis.
Istnieją trzy główne rodzaje aplikacji dla Office’a. Pierwszym z nich jest task pane. Aplikacja taka pracuje razem z dokumentem i dostarcza informacji kontekstowych i funkcjonalności w celu zwiększenia możliwości przeglądania i tworzenia treści dokumentu. Kolejnym rodzajem aplikacji są content apps, które umożliwiają integrację treści dokumentu z opartymi na przeglądarkach danymi (np. YouTube czy galeria zdjęć). Ostatnim rodzajem są mail apps. Pracują one z wiadomościami mailowymi oraz spotkaniami (prośbą o spotkanie, odpowiedzią na spotkanie i anulowaniem spotkania). Mogą one uzyskiwać dostęp do informacji kontekstowych, a następnie używać ich aby uzyskać dostęp do dodatkowych informacji na temat serwera czy usług internetowych.
Aplikacje takie mogą zachowywać się dokładnie tak jak strony internetowe, czyli między innymi implementować wygląd i logikę przy użyciu JavaScript. Jednak jako aplikacje dla Office’a mogą wchodzić w interakcje z aplikacjami z pakietu Office i ich zawartością przy pomocy bibliotek JavaScript zapewnionych specjalnie w tym celu. W przypadku aplikacji typu task pane i content apps API umożliwia im czytanie i tworzenie dokumentu, jak również obsługiwanie zdarzeń wywoływanych przez użytkownika. API dla aplikacji mailowych przydziela dostęp do wiadomości, informacji o spotkaniach czy informacji o profilu użytkownika.
W celu tworzenia aplikacji dla Office’a można używać dowolnego programu zapisującego plik tekstowy. Dodatkowo w ramach Visual Studio (od wersji 2012) dostępne są szablony projektów oraz dedykowane narzędzia programistyczne.

## Daty wydań
Początki pakietu Office sięgają roku 1989. Przez wiele lat największą konkurencją dla pakietu firmy Microsoft był rozwijany przez firmy WordPerfect Corporation, Novell i Corel pakiet biurowy WordPerfect Office.
Od roku 1998 alternatywą dla nich stał się firmowany przez firmę Sun Microsystems pakiet StarOffice, obecnie rozwijany również na zasadach open source pod nazwami OpenOffice.org i NeoOffice.
W roku 2007 rywalizację podjął IBM udostępniając pakiet biurowy IBM Lotus Symphony.

### Wydania na platformę PC (Windows i DOS)
| Data                | Wersja                      | Uwagi |
| ------------------- | --------------------------- | --- |
| 30 sierpnia 1992    | Microsoft Office 92         | pierwszy pakiet Office na platformę Windows |
| 17 stycznia 1994    | Microsoft Office 4.0        | Word 6.0, Excel 4.0, PowerPoint 3.0 |
| 2 czerwca 1994      | Microsoft Office 4.3        | Word 6.0, Excel 5.0, PowerPoint 4.0, Access 2.0 (w wersji Professional) |
| 3 lipca 1994        | Microsoft Office for NT 4.2 | 32-bitowa wersja, przeznaczona dla Windows NT 3.5 |
| 24 sierpnia 1995    | Microsoft Office 95         | pierwsza wersja 32-bitowa, przeznaczona dla Windows 95 |
| 19 listopada 1996   | Microsoft Office 97         | pojawienie się Asystenta pakietu Office |
| 7 czerwca 1999      | Microsoft Office 2000       | ostatnie wydanie pozbawione aktywacji |
| 5 marca 2001        | Microsoft Office XP         | programy wchodzące w skład pakietu nosiły nazwy zakończone numerem 2002, np. Word 2002 |
| 17 listopada 2003   | Microsoft Office 2003       | ostatnie wydanie zawierające Asystenta pakietu Office |
| 29 stycznia 2007    | Microsoft Office 2007       | Pojawienie się wstążki w niektórych aplikacjach pakietu, pojawienie się aplikacji OneNote w wersji dla użytkowników domowych, nowe rozszerzenia z końcówką „x” (np. *.docx, *.xlsx itd.)                                  |
| 15 czerwca 2010     | Microsoft Office 2010       | Pojawienie się wstążki we wszystkich aplikacjach pakietu |
| 28 czerwca 2011     | Microsoft 365               | wersja dostępna w „chmurze” w ramach subskrypcji (np. rocznej lub miesięcznej) |
| 29 stycznia 2013    | Microsoft Office 2013       | interfejs dostosowany do obsługi dotykiem |
| 22 września 2015    | Microsoft Office 2016       | bezpośredni dostęp do plików w chmurze OneDrive |
| 24 września 2018    | Microsoft Office 2019       | pojawienie się funkcji, które znajdowały się od dawna w subskrypcji Office 365, wprowadzenie nowych ikon (są także w Office 2016), zrezygnowanie z desktopowego OneNote’a na rzecz wersji UWP (lecz nadal jest wspierany) |
| 5 października 2021 | Microsoft Office 2021       | zmiana interfejsu na bielszy i lepszy tryb ciemny |
| 1 października 2024 | Microsoft Office 2024       | |

### Wydania na platformę Mac i Mac OS
| Data                | Wersja       | Uwagi                                                    |
| ------------------- | ------------ | -------------------------------------------------------- |
| 1989                | Office 1     | pierwszy pakiet Office                                   |
| 1992                | Office 2     |                                                          |
| 1993                | Office 3     |                                                          |
| 1994                | Office 4.2   |                                                          |
| 1994                | Office 4.2.1 |                                                          |
| 1998                | Office 98    |                                                          |
| 2000                | Office 2001  |                                                          |
| 2001                | Office v. X  |                                                          |
| 2004                | Office 2004  | wersja na architekturę PowerPC (nie jest uniwersalna)    |
| 15 stycznia 2008    | Office 2008  | wersja na architekturę IA-32 x86                         |
| 12 lutego 2010      | Office 2011  | [ 7 ]                                                    |
| 28 czerwca 2011     | Office 365   | wersja online                                            |
| 9 lipca 2015        | Office 2016  | udostępniona subskrybentom usługi Office 365             |
| 24 września 2018    | Office 2019  | udostępniona w ten sam dzień, co w wersji na Windowsa 10 |
| 1 października 2024 | Office 2024  |                                                          |

### Wydania na platformę mobilną (Windows Phone, Android, iOS)
| Data          | Wersja        | Uwagi                                     |
| ------------- | ------------- | ----------------------------------------- |
| 27 marca 2014 | Office Mobile | za darmo dla smartfonów z Androidem i iOS |